# Augusta van Cambridge

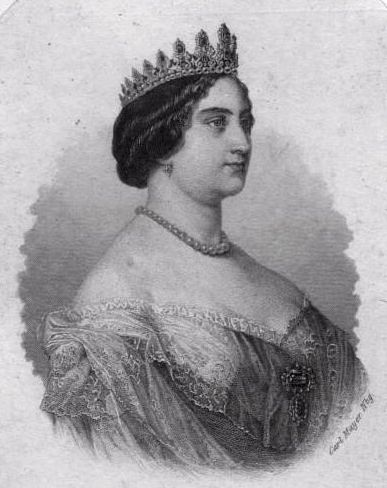
Augusta van Cambridge, 1863

Augusta Caroline Charlotte Elizabeth Mary Sophia Louise van Cambridge (Hannover, Duitsland, 19 juli 1822 — Neustrelitz, Duitsland, 5 december 1916) was als kleindochter van koning George III van het Verenigd Koninkrijk een lid van de Britse koninklijke familie. Ze was een nicht van koningin Victoria en tante van prinses Mary van Teck, die trouwde met koning George V. Prinses Augusta was de echtgenote van groothertog Frederik Willem van Mecklenburg-Strelitz.

## Jeugd
Prinses Augusta werd op 19 juli 1822 te Hannover, Duitsland, geboren als de dochter van Adolf van Cambridge, de zevende zoon van koning George III en Augusta van Hessen-Kassel, een kleindochter van landgraaf Frederik II van Hessen-Kassel. Als kleindochter van koning George III kreeg Augusta bij haar geboorte de titel “Hare Koninklijke Hoogheid Prinses Augusta van Groot-Brittannië en Ierland”. Ze werd geboren ten tijde dat haar vader onderkoning van Hannover was voor zijn broer, koning George IV. Augusta had een broer, prins George, en een zus, prinses Maria Adelheid.

## In beeld bij de erfprins van Oranje
Augusta werd korte tijd gezien als een mogelijke huwelijkskandidate voor de Nederlandse erfprins Willem, de latere koning Willem III. Maar toen beiden elkaar in 1838 ontmoetten in Londen, was de Nederlandse erfprins meteen van het idee genezen. Hij schreef aan zijn vader:
Ze is klein van stuk en ze maakt de indruk vierentwintig jaar oud te zijn, hoewel ze nog maar zestien is. Ze is nu al zo dik, dat ik vrees dat ze, wanneer ze 20 is, de kolossale omvang zal hebben van haar tante, de Landgravin van Hessen-Homburg.

## Huwelijk
Prinses Augusta trouwde op 28 juni 1843 te Buckingham Palace, Londen, met groothertog Frederik Willem van Mecklenburg-Strelitz (1819-1904). Door haar huwelijk kreeg ze de titel “Groothertogin van Mecklenburg-Strelitz. Ze kregen drie kinderen:
- Doodgeboren zoon (1843)
- Frederik Willem van Mecklenburg-Strelitz (13 januari 1845), stierf dezelfde dag
- Adolf Frederik (1848-1914), volgde zijn vader op in 1904, huwde met Elisabeth van Anhalt-Dessau

## Hechte familiebanden
Ondanks dat Augusta door haar huwelijk het grootste deel van haar leven doorbracht in Duitsland, bleef ze erg hecht met de Britse koninklijke familie. Tijdens het leven van haar moeder bezocht Augusta haar vaak in haar appartement in Kensington Palace. Na de dood van haar moeder in 1889 kocht ze zelf een huis in Londen, waar ze een deel van het jaar verbleef tot ze te oud was om naar het buitenland te reizen. Augusta was vooral erg hecht met haar nichtje, de toekomstige koningin Mary. Ze kon vanwege haar hoge leeftijd echter niet aanwezig zijn bij de kroning van koning George V en koningin Mary te Westminster Abbey op 22 juni 1911. Tijdens de Eerste Wereldoorlog gaf de Zwitserse ambassade de brieven van de koningin door aan haar tante, die nog altijd in Duitsland woonde.
Ze stierf op 94-jarige leeftijd te Neustrelitz, Duitsland, waar ze ook werd begraven. Ze was het langstlevende kleinkind van koning George III; ze heeft de regering van vijf Britse vorsten meegemaakt.
- Gemeinsame Normdatei: 1033719641
- Istituto Centrale per il Catalogo Unico: MUSV043667
- SNAC: w68h8m1d
- Virtual International Authority File: 300189056
- WorldCat: E39PBJgHcPKKrRtTGDbfMpctrq